# Takahiro Shimotaira
Takahiro Shimotaira (下平 隆宏 Shimotaira Takahiro?), född 18 december 1971 i Aomori prefektur, är en japansk före detta fotbollsspelare.
Shimotaira började sin karriär 1990 i Hitachi (Kashiwa Reysol). Han spelade 244 ligamatcher för klubben. Med Kashiwa Reysol vann han japanska ligacupen 1999. 2001 flyttade han till FC Tokyo. Han gick tillbaka till Kashiwa Reysol 2003. Han avslutade karriären 2004.